# Кежкув (Західнопоморське воєводство)
Кежкув (пол. Kierzków, нім. Kerkow) — село в Польщі, у гміні Мислібуж Мисліборського повіту Західнопоморського воєводства.
Населення — 476 осіб (2011).
У 1975-1998 роках село належало до Гожовського воєводства.

## Демографія
Демографічна структура станом на 31 березня 2011 року:
|          | Загалом | Допрацездатний вік | Працездатний вік | Постпрацездатний вік |
| -------- | ------- | ------------------ | ---------------- | -------------------- |
| Чоловіки | 238     | 60                 | 161              | 17                   |
| Жінки    | 238     | 57                 | 132              | 49                   |
| Разом    | 476     | 117                | 293              | 66                   |